# Novo
Pour les articles homonymes, voir Novo (homonymie).
Pour plus de détails, voir Fiche technique et Distribution.
Novo est un film français réalisé par Jean-Pierre Limosin, sorti en 2002.

## Synopsis
Résidant dans la banlieue nord de Paris, Graham, la trentaine, travaille comme homme à tout faire dans une petite agence de publicité. Sous le charme de celui-ci, Sabine, la directrice, n'hésite pas à le convoquer régulièrement dans son bureau pour assouvir ses pulsions, sous l'œil de la caméra de surveillance. Mais de leurs étreintes furtives, Graham ne garde aucun souvenir. Et pour cause. Depuis plusieurs mois, il souffre d'un type d'amnésie très particulier qui voit sa mémoire s'effacer toutes les dix minutes. Un beau jour, Graham fait la connaissance d'Irène, une jeune intérimaire embauchée au service comptabilité.

## Fiche technique
- Titre : Novo
- Réalisation : Jean-Pierre Limosin
- Scénario : Christophe Honoré, Jean-Pierre Limosin
- Photographie : Julien Hirsch
- Son : Laurent Gabiot
- Montage : Cristina Otero
- Musique : Maurice Leroux
- Pays de production :  France,  Suisse,  Espagne
- Langue : français
- Format : couleurs - 1,85:1 - Dolby Surround - 35 mm
- Genre : comédie dramatique
- Durée : 98 minutes
- Date de sortie : 25 décembre 2002 (France).

## Distribution
- Eduardo Noriega : Graham
- Anna Mouglalis : Irène
- Nathalie Richard : Sabine
- Éric Caravaca : Fred
- Paz Vega : Isabelle
- Lény Bueno : Antoine
- Julie Gayet : Julie
- Agathe Dronne : Céline
- Bernard Bloch : Docteur Sagem
- Vincent Dissez : Simon
- Catherine Bidaut : Nadine
- Pascal Tokatlian : Gérard
- Dominic Gould : Gilles
- Stéphanie Picard : La serveuse